# Dolicholana enigma
Dolicholana enigma är en kräftdjursart som beskrevs av Keable 1999. Dolicholana enigma ingår i släktet Dolicholana och familjen Cirolanidae. Inga underarter finns listade i Catalogue of Life.